# Budhapanka
Budhapanka es una ciudad censal situada en el distrito de Angul en el estado de Odisha (India). Su población es de 6129 habitantes (2011). Se encuentra a 97 km de Bhubaneswar y a 88 km de Cuttack.

## Demografía
Según el censo de 2011 la población de Budhapanka era de 6129 habitantes, de los cuales 3162 eran hombres y 2967 eran mujeres. Budhapanka tiene una tasa media de alfabetización del 79,35 %, superior a la media estatal del 72,87%: la alfabetización masculina es del 88,85%, y la alfabetización femenina del 69,52%.